# Mas Seró
El Mas Seró és una masia de Vilanova i la Geltrú (Garraf) protegida com a Bé Cultural d'Interès Local.

## Descripció
El mas Seró és un edifici de planta quadrada compost de planta baixa i dues plantes pis amb coberta a dues vessants paral·leles a la façana principal, de la que sobresurt una torratxa central de planta quadrada amb mirador i coberta plana accessible. L'immoble consta de tres crugies perpendiculars a la façana principal amb vestíbul i caixa d'escala central d'accés a la planta segona i a la torratxa amb arrencada i primer tram a la imperial. Existeix una escala lateral d'accés a la planta primera.
Les parets de càrrega són de paredat comú i totxo. Els forjats són de biga de fusta i revoltó. Les escales són de volta a la catalana.
Les façanes es componen segons tres eixos verticals amb obertures amb llinda. Consta de sòcol i pilastres de divisió i la cantonera de totxo i pedra. Les obertures de la planta baixa estan emmarcades amb pedra. Les finestres i portals són amb llinda i arc rebaixat. A la planta primera hi ha tres balcons a la façana principal i a la resta balcons i finestres. A la segona planta hi ha un balcó central amb una finestra a cada costat. La barana del terrat presenta quatre gerros ceràmics a la cantonada. La torratxa té una barana perimetral.

## Història
Sobre el portal de l'entrada té gravat l'any de construcció 1854. El seu propietari Antoni Miró i Pasqual conegut com a 'Seró', posseïa també mas Galceran anomenat aleshores "Seró de dalt", aquest, el del barri de la Molí de Vent, era anomenat "masia den Seró d'abaix". El 1868, va caura el mirador de la casa a causa d'unes intenses pluges.